# Linexert
Linexert é uma comuna francesa na região administrativa de Borgonha-Franco-Condado, no departamento de Alto Sona. Estende-se por uma área de 1,99 km². Em 2010 a comuna tinha 126 habitantes (densidade: 63,3 hab./km²).